# Daniel Bildt (1920–2010)
Nils Daniel Fredrik Bildt, född 9 juli 1920 i Ronneby församling i Blekinge län, död 4 september 2010 i Engelbrekts församling i Stockholm, var en svensk militär.
Daniel Bildt var son till friherre Nils Bildt, som var chef för Hallands regemente, och danskfödda Fritze Sneedorff-Willemoës samt bror till friherre Knut Bildt och Henric Bildt samt sonson till Knut Bildt. Han blev löjtnant 1946, kapten vid Hallands regemente (I 16) 1957 och kapten vid Infanteriskjutskolan 1960. 1969 blev han byrådirektör vid Civilförsvarsstyrelsens utbildningsbyrå i Rosersberg. 1970 slutade han som kapten vid Hallands regemente och var senare major i regementets reserv. Vidare var han byrådirektör vid länsstyrelsen i Hallands län och generalsekreterare vid Sveriges civilförsvarsförbund.
Han var författare till Hemskydd – basen för kommunernas beredskap (1986). Han var på 1990-talet ordförande i Cykelfrämjandet.
Daniel Bildt gifte sig 1947 med Kerstin Alwå (1922–2010) och fick sönerna Carl Bildt (född 1949) och Nils Bildt (född 1952). Makarna Bildt är begravda på Solna kyrkogård.

## Priser och utmärkelser
- 1964: riddare av Svärdsorden (RSO)
- För nit och redlighet i rikets tjänst (GMnor)
- Riddare av Johanniterorden (RjohO)
- Sveriges civilförsvarsförbunds guldmedalj (SCFGM).[2]

## Mer läsning
- Befäl på skjutskolan - Daniel Bildt Infanteriskjutskolan.se Åren i Rosersberg, 1874 - 1961